# Kleine reigersbeksnuitkever
De kleine reigersbeksnuitkever (Limobius mixtus) is een kever uit de familie snuitkevers (Curculionidae).

## Naam en indeling
De wetenschappelijke naam van de soort werd voor het eerst voorgesteld door Carl Henrik Boheman in 1834.

## Uiterlijke kenmerken
De lichaamslengte bedraagt ongeveer drie tot vijf millimeter. De lichaamskleur is bruin met lichtere lengtestrepen. De schubben aan de dekschilden (elytra) zijn enkelvoudig en niet gevorkt zoals bij de gelijkende soort Limobius winkelmanni. Er is ook een grote reigersbeksnuitkever (Brachypera dauci), die ongeveer dezelfde kleuren heeft maar ongeveer twee keer zo groot is.

## Levenswijze
De kleine reigersbeksnuitkever leeft van planten en is monofaag op soorten uit de ooievaarsbekfamilie (Geraniaceae). De kever wordt alleen gevonden op de reigersbek (Erodium cicutarium) en de verwante soort Erodium malacoides. De larven van de kever leven in de stengels van de plant, waar ze gangen in eten.

## Verspreiding en habitat
De soort komt voor in delen van Europa. In Nederland komt de kever voornamelijk voor in het westen van het land.